# Condylopygoidea
Los condilopigoideos (Condylopygoidea) son una superfamilia de trilobites agnóstidos. Surgieron en el Cámbrico Inferior y se extinguieron en el Cámbrico Medio.

## Morfología
El céfalon posee lóbulos glabelares basales orientados transversalmente, que se encuentran separados por una lámina medial. Ambos lóbulos forman una estructura occipital. El lóbulo glabelar anterior se expande lateralmente alrededor del extremo anterior de la posteroglabela.
El tórax tiene la estructura típica del suborden Agnostina, con dos segmentos torácicos.
El pigidio posee un axis con tres anteroaxis segmentados. El posteroaxis es ancho y redondeado en su parte posterior.